# ميدان (خبر بافت)
میدان (بالإنجليزية: Meydan, Baft)‏ هي مستوطنة تقع في إيران في Khabar Rural District. يقدر عدد سكانها بـ 117 نسمة .